# Rio Drăstănicu
O Rio Drăstănicu é um rio da Romênia, afluente do Cerna, localizado no distrito de Caraş-Severin.